# Microlaimus capillaris
Microlaimus capillaris är en rundmaskart som beskrevs av Gerlach 1957. Microlaimus capillaris ingår i släktet Microlaimus och familjen Microlaimidae. Inga underarter finns listade i Catalogue of Life.